# 후루타카마쓰미나미역
후루타카마쓰미나미역(일본어: 古高松南駅)은 일본 가가와현 다카마쓰시에 위치한 시코쿠 여객철도 고토쿠 선의 철도역이다. 역 번호는 T22이며, 단선 승강장 1면 1선의 구조를 갖춘 지상역이다.

## 이용 현황
| 승차 인원 추이 | 승차 인원 추이 |
| 연도           | 1일 평균       |
| -------------- | -------------- |
| 2008           | 218            |
| 2009           | 210            |
| 2010           | 214            |
| 2011           | 210            |

## 역 주변
- 다카마쓰 고토히라 전기 철도 시도 선 야쿠리 역
- 국도 제11호선

## 역사
- 1986년 11월 1일 : 일본국유철도의 역으로서 개업.
- 1987년 4월 1일 : 일본국유철도 분할 민영화에 의해, 시코쿠 여객철도가 승계.

## 인접 역
| 시코쿠 여객철도           | 시코쿠 여객철도 | 시코쿠 여객철도               |
| ------------------------- | --------------- | ----------------------------- |
| T 23 야시마 다카마쓰 방면 | 고토쿠 선       | 야쿠리구치 T 21 도쿠시마 방면 |